# Uvaria marenteria
Uvaria marenteria este o specie de plante angiosperme din genul Uvaria, familia Annonaceae. A fost descrisă pentru prima dată de Dc., și a primit numele actual de la Henri Ernest Baillon.

## Subspecii
Această specie cuprinde următoarele subspecii:
- U. m. acuta
- U. m. obtusiuscula